# Беневское
Беневское — село в Лазовском районе Приморского края, административный центр Беневского сельского поселения.

## Этимология
Село получило своё название в честь военного и государственного деятеля Российской империи Аркадия Семёновича Беневского.

## География
Село стоит на берегу реки Киевка. Расположено на трассе Р448.

## История
Село основано в 1871 году на месте несколько китайских и корейских фанз. В 1906—1907 годах отмечается массовое заселение деревни. За два года приехало 15 семей из Черниговской губернии. В 1909 году построена первая двухклассная школа, в 1912 году к школе сделали пристройку из двух классов и школа стала четырехлетней. В период коллективизации организован колхоз «Вторая пятилетка». В 1933 году построена семилетняя школа. В 1937 году организована МТС. В 1961 году организован колхоз «Киевский».

## Население
| 1915 | 1926 | 2002 | 2007 | 2008 | 2010 |
| ---- | ---- | ---- | ---- | ---- | ---- |
| 520  | ↗601 | ↗787 | ↘703 | ↗717 | ↘646 |

## Улицы
| - ул. Горького, - ул. Ключевая, - ул. Новая, - ул. Подгорная, - ул. Подстанция, | - ул. Садовая, - ул. Советская, - ул. Ульяновская, - ул. Центральная, - ул. Черёмуховая. |

## Памятники
У села расположен памятник Владимиру Высоцкому в виде стелы, вырастающей из скалы, построен на средства местных жителей.

## Достопримечательности
Вблизи села находится известное и посещаемое туристами место — каскад водопадов высотой до 25 метров, расположенных на Еломовском ключе, известные как Беневские водопады. Этот каскад из 27 водопадов — самый крупный в России. Водный поток прорезает базальтовое плато в долине у подножья горы Лысая. Главный водопад обрушивается с высоты около 20 метров. Поток разбивается на ступенчатой каменной пирамиде и растекается каскадами. Выше основного потока — целая коллекция водопадов поменьше. Неподалёку есть природный сероводородный источник.